# Indonesien i olympiska sommarspelen 1996
Indonesien deltog i de olympiska sommarspelen 1996 med en trupp bestående av 40 deltagare, och totalt tog landet 4 medaljer.

## Medaljer

### Guld
- Rexy Mainaky och Ricky Subagja - Badminton, dubbel

### Silver
- Mia Audina - Badminton, singel

### Brons
- Susi Susanti - Badminton, singel
- Antonius Ariantho och Denny Kantono - Badminton, dubbel

## Boxning
Lätt flugvikt
- La Paene Masara
  - Första omgång — Besegrade Peter Baláž (Slovakien), 13-3
  - Andra omgång — Besegrade Jesús Martínez (Mexiko), 8-1
  - Kvartsfinal — Förlorade mot Rafael Lozano (Spanien), 9-10

Flugvikt
- Hermensen Ballo
  - Första omgång — Besegrade Guy Boulingui (Gabon), 6-2
  - Andra omgång — Förlorade mot Zoltan Lunka (Tyskland), 12-18

Fjädervikt
- Nemo Bahari
  - Första omgång — Förlorade mot Rogelio de Brito (Brasilien), 3-12

Lätt mellanvikt
- Hendrik Simangunsong
  - Första omgång — Besegrade Alexander Kwangwald (Zimbabwe), 12-1
  - Andra omgång — Förlorade mot Jermachan Ibraimov (Kazakstan), domaren stoppade matchen

## Bågskytte
Damernas individuella
- Nurfitriyana Lantang — Sextondelsfinal, 32:e plats (1-1)
- Danahuri Dahliana — 32-delsfinal, 36:e plats (0-1)
- Hamdiah Damanhuri — 32-delsfinal, 42:e plats (0-1)

Damernas lagtävling
- Lantang, Dahliana och Damanhuri — Åttondelsfinal, 15:e plats (0-1)

## Friidrott
Herrarnas maraton
- Ethel Hudson → 72:e plats (2:26,02)

## Segling
Herrarnas mistral
- I Gusti Made Oka Sulaksana
  1. Lopp 1 - 21
  2. Lopp 2 - 7
  3. Lopp 3 - 15
  4. Lopp 4 - 9
  5. Lopp 5 - 13
  6. Lopp 6 - 18
  7. Lopp 7 - (47)
  8. Lopp 8 - 14
  9. Lopp 9 - 5
  10. Final - 149 (13:e plats)

## Tennis
Damsingel
- Yayuk Basuki
  1. Första omgången — Förlorade mot Karina Habšudová (Slovakien) 3-6 3-6